# Parastagmatoptera hoorie
Parastagmatoptera hoorie es una especie de mantis de la familia Mantidae.

## Distribución geográfica
Se encuentra en Brasil, Guayana Francesa, Guyana,  Paraguay y Venezuela.